# Rjóta Murata
Rjóta Murata (japonsky 村田 諒太, * 12. ledna 1986 v Naře, Japonsko) je japonský profesionální boxer, nastupující ve střední váze.
Je olympijským vítězem z her 2012 v Londýně. O rok dříve získal stříbro na amatérském mistrovství světa v Baku.
V roce 2013 započal profesionální kariéru. Je 182 cm vysoký a je pravák.

## Medaile z mezinárodních amatérských soutěží
- Olympijské hry – zlato 2012
- Mistrovství světa – stříbro 2011
- Mistrovství Asie – bronz 2005

## Profibilance
18 utkání - 16 vítězství (13x k.o.) - 3 porážky
| Výsledek | Bilance | Soupeř                     | Typ výsledku       | Kolo    | Datum      | Místo konání                                            |
| výhra    | 1-0     | Akio Šibata                | TKO                | 2. z 6  | 25.8.2013  | Ariake Colosseum, Tokio, Japonsko                       |
| výhra    | 2-0     | Dave Peterson              | TKO                | 8. z 8  | 6.12.2013  | Kokugikan, Tokio, Japonsko                              |
| výhra    | 3-0     | Carlos Nascimento          | TKO                | 4. z 8  | 22.2.2014  | Cotai Arena, Macao, Čína                                |
| výhra    | 4-0     | Jesus Angel Nerio          | KO                 | 6. z 10 | 22.5.2014  | Šimazu Arena, Kjóto, Japonsko                           |
| výhra    | 5-0     | Adrian Luna Flores         | body (3:0)         | 10 kol  | 5.9.2014   | Jojogi #2 Gymnasium, Tokio, Japonsko                    |
| výhra    | 6-0     | Jessie Nicklow             | body (3:0)         | 10 kol  | 30.12.2014 | Metropolitan Gym, Tokio, Japonsko                       |
| výhra    | 7-0     | Douglas Damiao Ataide      | TKO                | 5. z 10 | 1.5.2015   | Ota-City General Gymnasium, Tokio, Japonsko             |
| výhra    | 8-0     | Gunnar Jackson             | body (3:0)         | 10 kol  | 7.11.2015  | Thomas&Mack Center, Las Vegas, Nevada, USA              |
| výhra    | 9-0     | Gaston Alejandro Vega      | KO                 | 2. z 10 | 30.1.2016  | Šanghajské orientální sportovní centrum, Šanghaj, Čína  |
| výhra    | 10-0    | Felipe Santos Pedroso      | TKO                | 4. z 10 | 14.5.2016  | Hong Kong Convention and Exhibition Center, Hongkong    |
| výhra    | 11-0    | George Tahdooahnippah      | TKO                | 1. z 10 | 23.7.2016  | MGM Grand, Las Vegas, Nevada, USA                       |
| výhra    | 12-0    | Bruno Sandoval             | KO                 | 3. z 10 | 30.12.2016 | Ariake Colosseum, Tokio, Japonsko                       |
| porážka  | 12-1    | Hassan N'Dam N'Jikam       | body (1:2)         | 12 kol  | 20.5.2017  | Ariake Colosseum, Tokio, Japonsko                       |
| výhra    | 13-1    | Hassan N'Dam N'Jikam       | odstoupení soupeře | 7. z 12 | 22.10.2017 | Kokugikan, Tokio, Japonsko                              |
| výhra    | 14-1    | Emanuele Felice Blandamura | TKO                | 8. z 12 | 15.4.2018  | Arena, Jokohama, Japonsko                               |
| porážka  | 14-2    | Rob Brant                  | body (0:3)         | 12      | 20.10.2018 | Park Theater, Las Vegas, Nevada, Spojené státy americké |
| výhra    | 15-2    | Rob Brant                  | TKO                | 2. z 12 | 12.7.2019  | EDION Arena, Ósaka, Japonsko                            |
| výhra    | 16-2    | Steven Butler              | TKO                | 5. z 12 | 23.12.2019 | Arena, Jokohama, Japonsko                               |
| porážka  | 16-3    | Gennadij Golovkin          | TKO                | 9. z 12 | 9.4.2022   | Saitama Super Aréna, Prefektura Saitama, Japonsko       |